# Новоселівка-Шевченкове
Новоселівка-Шевченкове — колишнє село в Україні, розташоване в Кременчуцькому районі (Пришибська сільрада) Полтавської області. Зняте з обліку 23 січня 1996 року,.
Село знаходилось на відстані 1 км від сіл Пришиб і Єристівка. Поруч розташовані кар'єр та відвали Полтавського ГЗК.
Чисельність населення на 1982 рік — 80 осіб.